# 东港乡
东港乡，是中华人民共和国江西省九江市修水县下辖的一个乡镇级行政单位。

## 行政区划
东港乡下辖以下地区：
东港村、东源村、台庄村、岭下村、靖林村、黄荆村和桂坳村。